# Окијски даждевњак
Окијски даждевњак (лат. Hynobius okiensis, енгл. Oki salamander) је водоземац из реда репатих водоземаца (Caudata) и породице  Hynobiidae.

## Распрострањење
Ареал врсте је ограничен на једну државу. Јапанска Оки острва, прецизније острво Дого, једино је познато природно станиште врсте.

## Станиште
Станишта врсте су шуме, планине, речни екосистеми и слатководна подручја.

## Угроженост
Ова врста је крајње угрожена и у великој опасности од изумирања.